# فساد در جمهوری آذربایجان
بنابر گزارش سازمان شفافیت بین‌الملل، در رتبه بندی سال ۲۰۱۴، از بین ۱۷۷ کشور، آذربایجان در رتبه ۱۲۶ اُم از نظر فساد قرار گرفته است.

## الهام علی‌اف
- از سوی سازمان شفافیت بین‌الملل، الهام علی‌اف، فاسدترین مرد سال ۲۰۱۲ نامیده شد.[۲][۳]

## فساد مالی
بانک جهانی در گزارش جدید خود تحت عنوانˈ توسعه چند محوری: استفاده بهینه از ذخایر طبیعی در اوراسیاˈ اعلام کرده است که فساد مالی در جمهوری آذربایجان بیداد می‌کند.

## فساد اخلاقی
آشکار شدن رابطه پنهانی الهام علییف (رئیس جمهوری آذربایجان) با همسر لوکاشنکو توسط روزنامه ایتالیایی.